# روفر
شركة روفر شركة سيارات بريطانية، كانت تعرف بالسابق ب شركة ستارلي وساتون والتي تأسست في عام 1878م. وكانت الشركة في بادئ الأمر تقوم بتصنيع الدراجات الهوائية ومن ثم انتقلت إلى صناعة السيارات والدراجات النارية في عام 1885م. وأطلق على أول سياراتها روفر. وفي عام 1904 اتخذت الشركة شكل سفينة الفايكنغ شعارا لها منذ ذلك الوقت. وقد اتخذت الشركة مقرها الرئيسي في مدينة سوليهول حيث انتقلت إليه بعد الحرب العالمية الثانية.

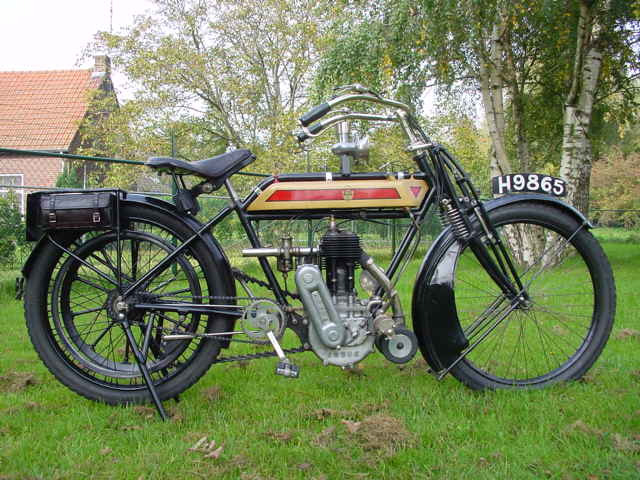
دراجة نارية طراز روفر عام 1912

وفي عام 1967 قامت الحكومة البريطانية بعمليات تأميم ودمج لبعض الشركات والمصانع، إلا أن شركة روفر حافظت على هويتها كشعبة مستقلة وشركة تتبع فقط لمركز إدارة السيولة المالية (يلاند موتور كوربوريشن) واتحدت من عام 1970 إلى عام 1980 في مجموعة ليلاند البريطانية.
وفي عام 1988م، أعطي الأذن لروفر لتكون علامة تجارية مستقلة وأعيد تسميتها بمجموعة روفر وباعت شركة بريتش ايروسبيس مجموعة روفر لتكون ملكية تتبع بي ام دبليو في عام 1990 والتي قامت بأحياء شركة روفر وتقديم الدعم لها.
في عام 2000، باعت شركة بي ام دبليو مجموعة روفر وما يتصل بها من أنشطة جيزن للسيارات للاتحاد فينيكس، الذي أسس مجموعة إم جي روفر وفي نيسان من عام 2005، ولكن بقيت شركة بي ام دبليو تحتفظ ببعض الأسهم في الشركة. وقد توقف إنتاج مجموعة جي روفر عن الإنتاج وأصبح من العسير الاستمرار بالعمل به.
في آذار2008، توصلت فورد إلى اتفاق مع شركة تاتا موتورز في الهند ليشمل الاتفاق فتح أسواق لها لتباع مع سيارات جاكوار ولاند روفر.

## نبذة

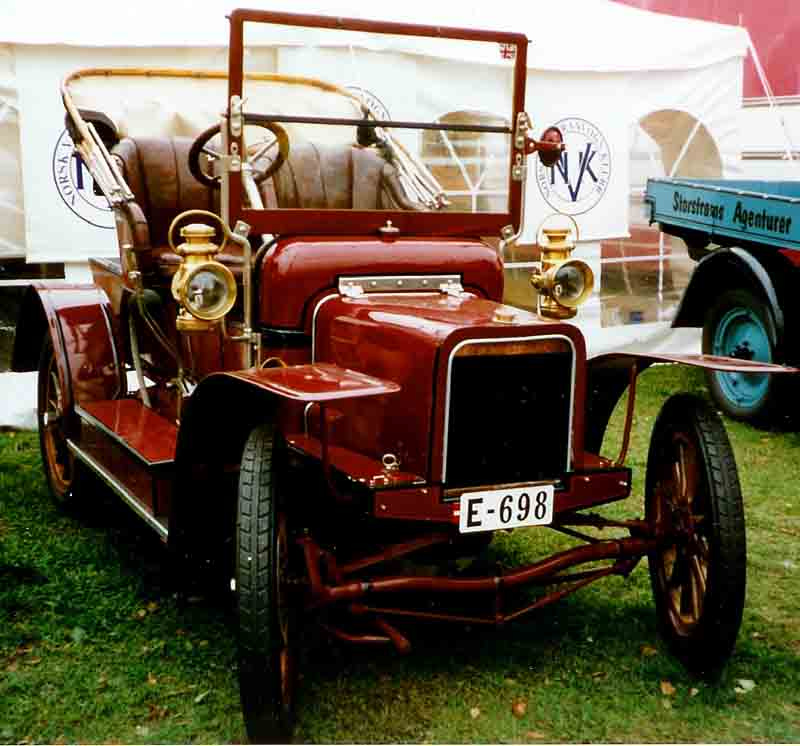
سيارة روفر عام 1905.

نجحت على مدى أكثر من 60 عاماً من وجودها في قهر أعتى وأصعب التضاريس من خلال سيارات ارتبطت بقوة الأداء الأمر الذي وسع شهرتها حول العالم، وعلا مر السنين تطورت علامة لاندروفر من قوة إلى قوة وصولاً إلى الآن، حيث عمدت الشركة إلى تطوير سياراتها من خلال عناصر أساسية ميزتها الرفاهية غير المسبوقة والأداء الفائق والإبداع والاقتصاد في استهلاك الوقود مع تقليل الانبعاثات الكربونية والتقنيات المتطورة. صنعت روفر أول دراجة ثلاثية العجلات وكانت تلك من قبل ستارلي وساتون في مدينة كوفنتري، في انكلترا، في عام 1883. وكانت الشركة التي أسسها جون كيمب ستارلي وويليام سوتون في عام 1878, عبارة عن مصنع لتصنيع آلات الخياطة، وتحولت إلى تصنيع الدراجات الهوائية.

## إنتاج الشركة
تضم منتجات الشركة سيارة (رينج روفر) (رينج روفر سبورت) و (لاندروفر Lr3 وlr2 وlr4 التي أطلقتها لسنة 2010) و (ديفيندر) الأسطورية، و (LRX) التي أطلقتها بمناسبة احتفالها بالذكرى الستين لانطلاقتها.

## التاريخ

### قبل السيارات
بعد تطوير نموذج للدراجة الحديثة باستخدام Rover Safety Bike عام 1885، انتقلت الشركة إلى صناعة السيارات.
بدأت في تصميم الدراجات النارية ثم السيارات باستخدام شارة Viking Longship من عام 1904. انتقلت جميع عمليات الإنتاج إلى مصنع Solihull بعد الحرب العالمية الثانية.
تم تطوير سيارات لاند روفر في عام 1948 وأضيفت إلى مجموعة روفر.ووصف المؤرخون دراجة السلامة Rover عام 1885 بأنها أول دراجة حديثة معروفة كانت أول سيارة روفر عبارة عن دراجة ثلاثية العجلات صنعتها شركة Starley & Sutton في مدينة كوفنتري بإنجلترا عام 1883. تأسست الشركة على يد جون كيمب ستارلي وويليام ساتون في عام 1878. كان ستارلي قد عمل سابقًا مع عمه جيمس ستارلي، الذي بدأ بتصنيع آلات الخياطة وتحول إلى الدراجات في عام 1869.
في أوائل الثمانينات من القرن التاسع عشر، كانت الدراجات المتاحة هي الدراجات ذات العجلات الكبيرة والدراجات ذات العجلات العالية الخطرة نسبيًا. دخل JK Starley التاريخ في عام 1885 من خلال إنتاج دراجة Rover Safety - وهي عبارة عن عجلة مدفوعة بسلسلة بعجلتين متماثلتين الحجم، مما يجعلها أكثر استقرارًا من تصاميم العجلات العالية السابقة. وقالت مجلة ركوب الدراجات Cycling إن العربة الجوالة قد "set the pattern to the world"؛ تم استخدام العبارة في إعلاناتهم لسنوات عديدة. عادة ما يصف المؤرخون Starley's Rover بأنها أول دراجة حديثة معروفة.
في أواخر تسعينيات القرن التاسع عشر، أصبحت شركة Rover Cycle Company Ltd.

### روفر دراجات نارية
-في عام 1899، استورد جون ستارلي بعضًا من أوائل دراجات بيجو النارية من فرنسا للتطوير التجريبي. كان أول مشروع له هو تركيب محرك لإحدى دراجات روفر الخاصة به. توفي ستارلي في أوائل أكتوبر 1901 عن عمر يناهز 46 عامًا وتولى رجل الأعمال إتش جي لوسون العمل.
طورت الشركة وأنتجت دراجة Rover Imperial في نوفمبر 1902. كانت دراجة بخارية 3.5 حصان ذات اطار ماسي مع محرك في المنتصف وشوكات أمامية «زنبركي» والتي كانت سابقة لعصرها. كانت أول دراجة بخارية من طراز Rover تتمتع بخصائص مبتكرة مثل المكربن بالرش ومحرك القاعدة السفلية والصمامات الميكانيكية. تم بيع أكثر من ألف دراجة بخارية من طراز Rover في عام 1904 بإطار قوي مع أنابيب مزدوجة أمامية لأسفل وتشطيبات ذات جودة جيدة. وفي العام التالي، أوقف Rover إنتاج الدراجات النارية للتركيز على «دراجة الأمان» الخاصة بهم ولكن في عام 1910 كان المصمم John Greenwood هو تم تكليفه بتطوير محرك جديد سعة 3.5 حصان 500 سي سي مع غمازات محملة بنابض ومغناطيس بوش وسلسلة قيادة أسنان مقلوبة مبتكرة. تم إطلاق هذا الطراز الجديد في معرض أولمبيا عام 1910 وتم بيع أكثر من 500 وحدة.
-في عام 1913، تم إطلاق طراز "TT" بقاعدة عجلات أقصر ومقاود رياضية. و«فريق العمل» المكون من دادلي نوبل وكريس نيوسم حققت بعض النجاح وحصل على جائزة فريق العمل.
قامت شركة Rover بتزويد الجيش الروسي بـ دراجة نارية أحادية الأسطوانة 499 cc خلال الحرب العالمية الأولى. بدأت الشركة في التركيز على إنتاج السيارات في نهاية الحرب، ولكن روفر لا تزال تنتج دراجات بخارية ذات 248 سي سي و348 سي سي بمحركات روفر ذات الصمامات العلوية ومحركات JAP، بما في ذلك 676 سي سي V-twin. في عام 1924، قدم روفر دراجة نارية جديدة خفيفة الوزن 250 سي سي مع وحدة بناء المحرك وعلبة التروس. كان هذا يحتوي على مصابيح أمامية وخلفية بالإضافة إلى تصميم جديد للمكابح الداخلية.
أدى ضعف مبيعات دراجاتهم النارية إلى قيام شركة Rover بإنهاء إنتاج الدراجات النارية والتركيز فقط على إنتاج السيارات. بين عامي 1903 و1924 أنتج روفر أكثر من 10000 دراجة نارية.

### سيارات روفر المبكرة
في عام 1888، صنعت Starley سيارة كهربائية، لكنها لم تدخل حيز الإنتاج.
بعد ثلاث سنوات من وفاة ستارلي في عام 1901، واستحواذ HJ Lawson لاحقًا، بدأت شركة Rover في إنتاج سيارات مع Rover Eight ذات المقعدين لتصاميم إدموند لويس، الذي جاء من لوسون دايملر. ترك لويس الشركة لينضم إلى مجموعة ديزي في أواخر عام 1905.
تم استبداله في النهاية بمساعدة أوين كليج، الذي انضم من Wolseley في عام 1910 وشرع في إصلاح مجموعة المنتجات. تم التخلي عن التجارب التي لم تدم طويلاً مع محركات صمام الكم، وتم تقديم طراز 12 حصانًا في عام 1912. كانت هذه السيارة ناجحة جدًا بحيث تم إسقاط جميع السيارات الأخرى، ولفترة من الوقت، اتبعت روفر سياسة «الطراز الواحد». غادر كليج في عام 1912 لينضم إلى الفرع الفرنسي Darracq and Company London
خلال الحرب العالمية الأولى، صنعوا دراجات نارية وشاحنات طبقا لتصاميم Maudslay، ولم يكن لديهم أي تصاميم خاصة بهم.

### إعادة الهيكلة والتنظيم
لم يكن العمل ناجحًا للغاية خلال عشرينيات القرن الماضي ولم يدفع أرباحًا من عام 1923 حتى منتصف الثلاثينيات. في ديسمبر 1928، نصح رئيس شركة Rover المساهمين بأنه يجب الاعتراف بتراكم الخسائر الفادحة في سنوات 1923-1928 بالإضافة إلى تكاليف إعادة التنظيم في ذلك العام عن طريق تخفيض بنسبة 60 في المائة في قيمة رأس مال الشركة.
خلال عام 1928 تم تعيين فرانك سيرل كمدير عام للإشراف على قسم الصيانة. كان سيرل من خلال تدربه وعمله كمهندس ميانيكا القاطرات أصبح لديه خبرة في صناعة السيارات في شركة Daimler، لذا شغل مؤخرًا منصب المدير الإداري لشركة Imperial Airways.
بناءً على توصيته، تم إحضار سبنسر ويلكس من هيلمان كمدير عام وتم تعيينه في مجلس الإدارة في عام 1929. في ذلك العام، قام سيرل بفصل هياكل سيارات ميدلاند الخفيفة عن روفر في محاولة لتوفير المال وأصدر تعليماته إلى روبرت بويل وموريس ويلكس للتصميم سيارة صغيرة جديدة.
تم الإعلان عن سيارة Rover Scarab بمحرك V-twin-cylinder مبرد بالهواء مثبت في الخلف في عام 1931، وتم عرض نسخة من الشاحنة في أوليمبيا، لكنها لم تدخل حيز الإنتاج. خلال هذا الوقت، تم تقديم روفر 10/25، مع هياكل من صنع شركة Pressed Steel Company. كان هذا هو نفس الجسم المستخدم في Hillman Minx. قبل ذلك الوقت، كان روفر داعمًا عظيمًا لهيكل Weymann الخفيف جدًا الذي أصبح فجأة غير مألوف مع الطلب على الحافلات اللامعة والمزيد من أشكال الجسم المنحنية.
فرانك سيرل وسبنسر ويلكس قاموا بإعادة تنظيم الشركة لتلبية احتياجات الناس الذين يريدون شيئا «مختلف» عن فورد وأوستينس.في عام 1930، انضم إلى سبنسر ويلكس شقيقه موريس، الذي كان أيضًا كبير المهندسين في هيلمان. بقي سبنسر ويلكس مع الشركة حتى عام 1962، وشقيقه حتى عام 1963.
أظهرت الشركة أرباحًا في عامي 1929 و1930، ولكن مع الانكماش الاقتصادي في عام 1931، أعلنت شركة روفر عن خسارة قدرها 77.529 جنيهًا إسترلينيًا. نتج عن عام 1932 خسارة قدرها 103000 جنيه إسترليني ولكن التحول بعد المزيد من إعادة التنظيم أدى إلى ربح قدره 46000 جنيه إسترليني في عام 1933. تم إغلاق عمليات التجميع الجديدة في أستراليا ونيوزيلندا.
ترك فرانك سيرل المجموعة قرب نهاية العام التقويمي 1931، بعدما أتم عمله.
بناءً على النجاحات مثل التغلب على القطار الأزرق لأول مرة في عام 1930 في سباقات القطار الأزرق، أسس الأخوان ويلكس شركة روفر كشركة مع العديد من الأوامر الملكية والأرستقراطية والحكومية الأوروبية، وعملاء الطبقة المتوسطة والنجوم.

### الحرب العالمية الثانية وتوربينات الغاز
في أواخر الثلاثينيات من القرن الماضي، وتحسبًا للأعمال العدائية المحتملة التي ستنتج عن الحرب العالمية الثانية، بدأت الحكومة البريطانية برنامج إعادة التسليح، وكجزء من هذا، تم بناء «مصانع الظل». تم دفع تكاليف التأسيس هذه من قبل الحكومة ولكن الموظفين والتشغيل تتم بواسطة شركات خاصة. تم تشغيل اثنين من قبل روفر: واحد، في أكوكس جرين، برمنغهام، بدأ العمل في عام 1937، والثاني، الأكبر، في سوليهول، بدأ في عام 1940. كلاهما كان يعمل في صناعة محركات الطائرات وهياكل الطائرات. تعرضت الأعمال الرئيسية الأصلية في شارع هيلين، كوفنتري، لأضرار بالغة بسبب القصف في عامي 1940 و1941 ولم تصل إلى الإنتاج الكامل.
في أوائل عام 1940، اتصل فرانك ويتل بشركة روفر للقيام بعمل لشركة Whittle's Power Jets. أدى ذلك إلى اقتراح من شركة Power Jets تقدم فيه Rover مبلغ 50.000 جنيه إسترليني من رأس المال مقابل أسهم في Power Jets. اتصلت روفر بوزارة الطيران فيما يتعلق بالاقتراح، مما أدى في النهاية إلى ترتيب بين شركة Rover ومقاول Power Jets السابق البريطاني Thomson-Houston لتطوير وإنتاج محرك Whittle's النفاث. وكانت وزارة الطيران قد تركت ويتل وباور جيتس خارج هذه المفاوضات. قاد كبير مهندسي روفر، موريس ويلكس، الفريق لتطوير المحرك، وتحسين الأداء مقارنة بتصميم ويتل الأصلي. تم بناء محركات الاختبار الأولى لتصميم W.2B في محلج قطن في بارنولدسويك، لانكشاير، انتقلت إليها روفر في يونيو 1941 (جنبًا إلى جنب مع Waterloo Mill في Clitheroe). بدأ الاختبار في نهاية أكتوبر 1941.
الحاجة إلى خبرة أكبر داخل المشروع، جنبًا إلى جنب مع العلاقات الصعبة بين إدارة Rover وFrank Whittle (لأسباب ليس أقلها أن Rover بموجب موافقة وزارة الطيران AM قد صممت سرًا تخطيط محرك مختلف، معروف داخل Rover باسم B.26، التي اعتقدوا أنها متفوقة)، أدت إلى تسليم روفر دورها في مشروع المحرك النفاث ومصنع Barnoldswick إلى Rolls-Royce مقابل مصنع محرك دبابة Meteor الأخير في Ascot Road، Nottingham. كان تاريخ التسليم الرسمي 1 أبريل 1943، على الرغم من وجود تداخل كبير، وانتقل العديد من موظفي Rover مثل Adrian Lombard وJohn Herriot، وكان الأخير في Rover معارًا من قسم التفتيش الجوي (AID) في AM، إلى Rolls-Royce. في مقابل مشروع المحرك النفاث ومرافقه، تم منح روفر العقد ومعدات الإنتاج لتصنيع محركات صهريج Meteor، والتي استمرت حتى عام 1964. على الرغم من أن Rolls-Royce بقيادة Stanley Hooker كانت قادرة قريبًا على البدء في إنتاج Whittle -محرك W.2B / 23 المصمم (المعروف داخل Rover باسم B.23، أطلق عليه لاحقًا Rolls-Royce the Welland).
بعد الحرب العالمية الثانية، تركت الشركة شارع هيلين واشترت مصنعي الظل. استمر Acocks Green لفترة من الوقت، في صنع محركات Meteor للدبابات مثل Centurion وConqueror، وأصبح Solihull المركز الجديد للمركبات، مع استئناف الإنتاج في عام 1947. كان هذا العام الذي أنتج فيه Rover السيارة Rover 12 Sports Tourer. تم تصنيع 200 سيارة لسوق التصدير ولكن جميعها بها RHD لذلك بقيت العديد من السيارات في المملكة المتحدة. سيصبح سوليهل موطن لاند روفر.

### السيارات التجريبية
على الرغم من الصعوبات التي واجهها مشروع المحرك النفاث، كان روفر مهتمًا بتطوير محرك التوربينات الغازية لتشغيل المركبات. في عام 1945، استأجرت روفر المهندس فرانك بيلوسبن كينج بعيدًا عن شركة رولز رويس لمساعدة موريس ويلكس في تطوير توربينات الغاز الخاصة بالسيارات. بحلول عام 1949، طور الفريق توربينًا يعمل بسرعة 55000 دورة في الدقيقة، أنتج أكثر من 100 حصان (75 كيلوواط)، ويمكن أن يعمل على البنزين أو البارافين أو زيت الديزل. استهلكت محركات روفر التوربينية المبكرة الوقود بمعدل أكبر بكثير من المحركات المكبسية، أي ما يعادل 6 أميال لكل جالون إمبراطوري (5.0 ميلا في الغالون، 47 لتر / 100 كم). على الرغم من أن استهلاك الوقود قد تم تقليله لاحقًا باستخدام مبادل حراري، إلا أنه لم يكن منخفضًا مثل استهلاك المحركات المكبسية المعاصرة.
في مارس 1950، عرضت روفر على الجمهور نموذج JET1، أول سيارة تعمل بمحرك توربيني غازي. JET1، سيارة سياحية ذات مقعدين، تم وضع المحرك خلف المقاعد، وشبكات سحب الهواء على جانبي السيارة، ومنافذ العادم في الجزء العلوي من الذيل. أثناء الاختبارات، وصلت السيارة إلى سرعة قصوى تبلغ 88 ميلاً في الساعة (142 كم / ساعة).
بعد عرضها في المملكة المتحدة والولايات المتحدة في عام 1950، تم تطوير JET1 بشكل أكبر، وخضعت لتجارب سريعة على طريق جابيكي السريع في بلجيكا في يونيو 1952، حيث تجاوزت 150 ميلاً في الساعة (240 كم / ساعة). JET1 معروض حاليًا في متحف لندن للعلوم.
تم بناء أربعة نماذج أولية أخرى، محرك T2 بمحرك أمامي قائم على P4 وصالون T2A بمحرك خلفي، وسيارة T3 كوبيه ذات دفع رباعي بمحرك خلفي، وصالون T4 بمحرك أمامي بالدفع على العجلات الأمامية.
أدار روفر أيضًا العديد من مشاريع محركات الديزل التجريبية فيما يتعلق بسيارة لاند روفر. دخلت وحدة الديزل سعة 2 لتر و52 حصانًا (39 كيلوواط) التي صممتها شركة Rover وصنعتها لسيارتها 4x4 في الإنتاج عام 1956 وكانت واحدة من أولى محركات الديزل الحديثة عالية السرعة للسيارات في بريطانيا. تم تنفيذ مشاريع تجريبية لتحسين توصيل طاقة المحرك، وخصائص التشغيل، وتحمل الوقود. أدت متطلبات الجيش البريطاني إلى تطوير نسخة متعددة الوقود من المحرك سعة 2.25 لترًا في عام 1962، والتي يمكن أن تعمل على البنزين أو الديزل أو Jet-A أو الكيروسين. ومع ذلك، كان ناتج طاقة المحرك عند العمل على وقود منخفض الدرجة منخفضًا جدًا لاستخدامات الجيش. طورت روفر نسخة متطورة للغاية (في ذلك الوقت) من محركها التوربيني في منتصف الستينيات لتشغيل تصاميمها التجريبية من لاند روفر مقاس 129 بوصة. استخدم هذا المحرك سعة 2.5 لتر شاحنًا توربينيًا تم بناؤه بواسطة قسم توربينات الغاز في Rover بالإضافة إلى مبرد داخلي. كانت هذه واحدة من المرات الأولى التي تم فيها دمج هذه الميزات في وحدة ديزل ذات سعة صغيرة، لكن لم يتم تبنيها.
بعد الاستحواذ على شركة Leyland Motor Corporation، تم استخدام توربين الغاز Rover في عدد من شاحنات ليلاند، بما في ذلك واحدة معروضة في معرض السيارات التجاري لعام 1968. كما قامت توربينات Rover الغازية بتشغيل أول قطار متقدم للركاب.

### العصر الذهبي
كانت الخمسينات والستينات من القرن الماضي سنوات مثمرة للشركة. حققت لاند روفر نجاحًا هائلاً، على الرغم من سمعة روفر في صنع سيارات الصالون الفاخرة، إلا أن لاند روفر النفعية كانت في الواقع أكبر بائع للشركة طوال الخمسينيات والستينيات والسبعينيات.
مع اقتراب الستينيات من القرن الماضي، كان روفر يعمل في عدد من المشاريع المبتكرة. بعد شراء شركة Alvis في عام 1965، كانت Rover تعمل على سيارة خارقة تعمل بمحرك V8 لبيعها تحت اسم Alvis. تم الانتهاء من النموذج الأولي، المسمى P6BS، وتم وضع التصميم النهائي والاقتراح الهندسي، P9. كان Rover يعمل أيضًا في مشروع P8 الذي يهدف إلى استبدال الصالون الكبير P5 الحالي بتصميم حديث مشابه في المفهوم لسيارة P6 الموسعة.
عندما انضمت Leyland Motors إلى British Motor Holdings، وأصبحت Rover وJaguar شركاء مؤسسيين، تم إلغاء هذه المشاريع لمنع المنافسة الداخلية مع منتجات Jaguar. تم إلغاء P8 على وجه الخصوص في مرحلة متأخرة جدًا من التحضير - كان Rover قد أمر بالفعل بمعدات القوالب والختم لصنع ألواح هيكل السيارة في Pressed Steel عندما أمرت بوقف العمل.
واصلت شركة روفر تطويرها «ستايشن واجن» 100 بوصة، والتي أصبحت رينج روفر الرائدة التي تم إطلاقها في عام 1970. وقد استخدم هذا أيضًا محرك Buick V8 السابق بالإضافة إلى تصميم هيكل هيكل السيارة المبتكر P6 وميزات مثل كدفع رباعي دائم ومكابح قرصية شاملة. تم تصميم رينج روفر في البداية كسيارة متعددة الاستخدامات يمكنها توفير قدرة لاند روفر على الطرق الوعرة، ولكن في حزمة أكثر دقة وشبيهة بالسيارات.